# Kalanchoe peteri
Kalanchoe peteri ist eine Pflanzenart der Gattung Kalanchoe in der Familie der Dickblattgewächse (Crassulaceae).

## Beschreibung

### Vegetative Merkmale
Kalanchoe peteri ist eine ausdauernde, kahle, glauke Pflanze. Ihre aufrechten Triebe sind 60 bis 130 Zentimeter lang. Die glauken oder glauk werdenden Laubblätter sind gestielt. Der auf der Oberseite abgeflachte und gefurchte Blattstiel ist 2 bis 6 Zentimeter lang. Die längliche oder eiförmige Blattspreite ist bis zu 20 Zentimeter lang und 10 bis 16 Zentimeter breit. Ihre Spitze ist stumpf bis gerundet, die Basis gestutzt oder geöhrt. Der Blattrand ist gekerbt, stumpf gesägt oder gezähnt und zur Spitze hin leicht buchtig.

### Generative Merkmale
Der Blütenstand besteht aus rispigen Zymen von bis zu 20 Zentimeter Länge. Die aufrechten Blüten stehen an 5 bis 17 Millimeter langen Blütenstielen. Ihr Kelch ist grün, die Kelchröhre 0,5 bis 2 Millimeter lang. Die lanzettlich bis dreieckig-pfriemlichen Kelchzipfel sind 7 bis 11 Millimeter lang und 1,5 bis 2,5 Millimeter breit. Die elfenbeinweiße Blütenkrone ist im unteren Teil grünlich weiß. Die zylindrische, an ihrer Basis etwas erweiterte Kronröhre ist 27 bis 38 Millimeter lang. Ihre verkehrt eiförmigen Kronzipfel tragen ein aufgesetztes Spitzchen. Sie weisen eine Länge von 10 bis 16 Millimeter auf und sind 5 bis 8 Millimeter breit. Die oberen Staubblätter ragen aus der Blüte heraus. Die länglichen Staubbeutel sind 2 bis 3 Millimeter lang. Die linealisch-pfriemlichen Nektarschüppchen weisen eine Länge von 4 bis 13 Millimeter auf und sind etwa 0,5 Millimeter breit. Das linealisch-lanzettliche Fruchtblatt weist eine Länge von 12 bis 18 Millimeter auf. Der Griffel ist 12 bis 18 Millimeter lang. 
Die Chromosomenzahl beträgt 2n = 68.

## Systematik und Verbreitung
Kalanchoe peteri ist in Tansania an felsigen Hängen in Höhen von 1700 bis 2100 Metern verbreitet.
Die Erstbeschreibung durch Erich Werdermann wurde 1936 veröffentlicht.

## Nachweise